# Don Shula
Donald Francis Shula, detto Don (Grand River, 4 gennaio 1930 – Miami Lakes, 4 maggio 2020), è stato un giocatore di football americano e allenatore di football americano statunitense.

## Biografia
Shula nacque il 4 gennaio 1930 a Grand River, da genitori di origine ungherese.

## Carriera

### Giocatore
Giocò nella NFL dal 1951, anno nel quale venne scelto al 9º giro del draft, fino al 1957 (anno del suo ritiro).
Una carriera da cornerback senza particolare infamia o lode, giocò nei Cleveland Browns, Baltimore Colts e nei Washington Redskins.

### Allenatore
Nel 1962 all'età di 33 anni divenne il più giovane head coach (capo allenatore) della storia dell'NFL, allenando i Baltimore Colts in cui militava il grandissimo Johnny Unitas. La sua prima stagione si concluse con un record di 8-6
L'anno successivo 12-2 ma venne immediatamente fermato dai Cleveland Browns con un umiliante 27-0.
Nel 1967 raggiunse il suo primo Super Bowl, il terzo della storia. La vittoria sembrava scontata, anche perché i Colts avevano un record di 11-1-2, ma i New York Jets di Joe Namath la pensavano diversamente, infatti vinsero 16-7.
Due anni dopo Don Shula fu lasciato libero dai Colts con un record in carriera di 71-23-4 in stagione regolare e 2-3 in postseason.
Si trasferì a Miami dove risollevò le sorti dei Miami Dolphins che erano reduci da una stagione pessima conclusasi 3-10-1 ma avevano già a roster le più grandi stelle degli anni successivi come il quarterback Bob Griese, il fullback Larry Csonka e il linebacker Nick Buoniconti
Alla sua prima stagione, nel 1970 Don Shula condusse i Dolphins ai primi playoff della loro storia.
Nel 1971 con un formidabile gioco di corse e una potentissima difesa priva di nomi famosi, soprannominata appunto "No-name Defense", condusse i Dolphins al Super Bowl VI, perso contro i Dallas Cowboys.
In due anni portò una squadra con un record perdente ai suoi primi play-off e al suo primo Super Bowl, e i miglioramenti continuarono, infatti nel 1972 compì un'impresa tuttora irripetuta: la "stagione perfetta". Vinsero il Super Bowl VII con l'ineguagliato record di 17-0.
Nel 1983 guidò uno dei più grandi quarterback della storia Dan Marino che stabilì un notevole numero di record.

## Il ritiro
Infine Don Shula si ritirò nel 1995 spinto in questa decisione dal neo proprietario della squadra.
Don Shula si ritirò dopo una carriera durata ben 33 anni con 347 vittorie 173 sconfitte e 6 pareggi che lo consacrano ad allenatore più vincente della storia dell'NFL. Ha ottenuto solo 2 stagioni perdenti (nel 1976 e 1988, entrambe a Miami), ha fatto più di 20 stagioni con 10 o più vittorie, compresa la perfect season.
Il suo record nei playoff è di 19-17, nei Superbowl su 6 giocati ne ha vinti 2 ed è uno dei 2 allenatori della storia ad aver giocato 3 superbowl di fila.
Dal 1997 ha avuto l'onore di essere inserito nella Pro Football Hall of Fame.
Muore nel 2020 ed è stato sepolto nel Cimitero cattolico di Nostra Signora della Pietà a Miami, Florida.

## Record come capo-allenatore
| Squadra    | Anno       | Stagione regolare | Stagione regolare | Stagione regolare | Stagione regolare           | Playoff | Playoff | Playoff                                                                   |
| Squadra    | Anno       | Vinte             | Perse             | Pareggiate        | Posizione                   | Vinte   | Perse   | Risultato                                                                 |
| ---------- | ---------- | ----------------- | ----------------- | ----------------- | --------------------------- | ------- | ------- | ------------------------------------------------------------------------- |
| BAL        | 1963       | 8                 | 6                 | 0                 | 3º nella Western Conference | -       | -       | -                                                                         |
| BAL        | 1964       | 12                | 2                 | 0                 | 1º nella Western Conference | 0       | 1       | Perse l'NFL Championship Game contro i Cleveland Browns                   |
| BAL        | 1965       | 10                | 3                 | 1                 | 2º nella Western Conference | 0       | 1       | Uscì nei Playoff della Western Conference contro i Green Bay Packers      |
| BAL        | 1966       | 9                 | 5                 | 0                 | 2º nella Western Conference | -       | -       | -                                                                         |
| BAL        | 1967       | 11                | 1                 | 2                 | 2º nella Coastal Division   | -       | -       | -                                                                         |
| BAL        | 1968       | 13                | 1                 | 0                 | 1º nella Coastal Division   | 2       | 1       | Vince l'NFL Championship Game. Perse il Super Bowl contro i New York Jets |
| BAL        | 1969       | 8                 | 5                 | 1                 | 2º nella Coastal Division   | -       | -       | -                                                                         |
| BAL Totale | BAL Totale | 71                | 23                | 4                 | -                           | 2       | 3       | -                                                                         |
| MIA        | 1970       | 10                | 4                 | 0                 | 2º nella AFC East           | 0       | 1       | Uscì al Divisional Game contro i Oakland Raiders                          |
| MIA        | 1971       | 10                | 3                 | 1                 | 1º nella AFC East           | 2       | 1       | Perse il Super Bowl contro i Dallas Cowboys                               |
| MIA        | 1972       | 14                | 0                 | 0                 | 1º nella AFC East           | 3       | 0       | Vinse il Super Bowl contro i Washington Redskins                          |
| MIA        | 1973       | 12                | 2                 | 0                 | 1º nella AFC East           | 3       | 0       | Vinse il Super Bowl contro i Minnesota Vikings                            |
| MIA        | 1974       | 11                | 3                 | 0                 | 1º nella AFC East           | 0       | 1       | Uscì al Divisional Game contro i Oakland Raiders                          |
| MIA        | 1975       | 10                | 4                 | 0                 | 2º nella AFC East           | -       | -       | -                                                                         |
| MIA        | 1976       | 6                 | 8                 | 0                 | 3º nella AFC East           | -       | -       | -                                                                         |
| MIA        | 1977       | 10                | 4                 | 0                 | 2º nella AFC East           | -       | -       | -                                                                         |
| MIA        | 1978       | 11                | 5                 | 0                 | 2º nella AFC East           | 0       | 1       | Uscì al Wild Card Game contro i Houston Oilers                            |
| MIA        | 1979       | 10                | 6                 | 0                 | 1º nella AFC East           | 0       | 1       | Uscì al Divisional Game contro i Pittsburgh Steelers                      |
| MIA        | 1980       | 8                 | 8                 | 0                 | 3º nella AFC East           | -       | -       | -                                                                         |
| MIA        | 1981       | 11                | 4                 | 1                 | 1º nella AFC East           | 0       | 1       | Uscì al Divisional Game contro i San Diego Chargers                       |
| MIA        | 1982       | 7                 | 2                 | 0                 | 1º nella AFC East           | 3       | 1       | Perse il Super Bowl contro i Washington Redskins                          |
| MIA        | 1983       | 12                | 4                 | 0                 | 1º nella AFC East           | 0       | 1       | Uscì al Divisional Game contro i Seattle Seahawks                         |
| MIA        | 1984       | 14                | 2                 | 0                 | 1º nella AFC East           | 2       | 1       | Perse il Super Bowl contro i San Francisco 49ers                          |
| MIA        | 1985       | 12                | 4                 | 0                 | 1º nella AFC East           | 1       | 1       | Uscì all'AFC Championship Game contro i New England Patriots              |
| MIA        | 1986       | 8                 | 8                 | 0                 | 3° nella NFC East           | -       | -       | -                                                                         |
| MIA        | 1987       | 8                 | 7                 | 0                 | 3° nella NFC East           | -       | -       | -                                                                         |
| MIA        | 1988       | 6                 | 10                | 0                 | 5° nella NFC East           | -       | -       | -                                                                         |
| MIA        | 1989       | 8                 | 8                 | 0                 | 2° nella NFC East           | -       | -       | -                                                                         |
| MIA        | 1990       | 12                | 4                 | 0                 | 2° nella NFC East           | 1       | 1       | Uscì all'AFC Championship Game contro i Buffalo Bills                     |
| MIA        | 1991       | 8                 | 8                 | 0                 | 3° nella AFC East           | -       | -       | -                                                                         |
| MIA        | 1992       | 11                | 5                 | 0                 | 1° nella AFC East           | 1       | 1       | Uscì all'AFC Championship Game contro i Buffalo Bills                     |
| MIA        | 1993       | 9                 | 7                 | 0                 | 2° nella AFC East           | -       | -       | -                                                                         |
| MIA        | 1994       | 10                | 6                 | 0                 | 1° nella AFC East           | 1       | 1       | Uscì all'AFC Championship Game contro i San Diego Chargers                |
| MIA        | 1995       | 9                 | 7                 | 0                 | 3° nella AFC East           | 0       | 1       | Uscì al Wild Card Game contro i Buffalo Bills                             |
| MIA Totale | MIA Totale | 257               | 133               | 2                 | -                           | 17      | 14      | -                                                                         |
| Totale     | Totale     | 328               | 156               | 6                 | -                           | 19      | 17      | -                                                                         |